# طواف إيطاليا 1926
طواف إيطاليا 1926 هو سباق دراجات هوائية أقيم في إيطاليا بتاريخ 15 مايو – 6 يونيو، تكون السباق من 12 مرحلة وامتدّ لمسافة 3249.7 كم بسرعة 25.11 كم/س، استغرق السباق 137 ساعة 55 دقيقة 59 ثانية. فاز به الإيطالي جيوفاني برونيرو.